# Wow (canção de Kate Bush)
Wow é uma canção escrita por Kate Bush. Originalmente lançado em seu segundo álbum, Lionheart em 1978, foi lançado como segundo single do álbum em 9 de março de 1979.

## Covers
A cantora de jazz Liza Lee, cobriu a canção em seu álbum de 2009, Anima. Lee, que é uma vítima de derrame, está doando recursos do álbum para a "Sociedade de Pesquisa em Saúde da Mulher.
O cantor britânico de música eletrônica Andi Fraggs, gravou uma versão cover de "Wow" e está tocando a música em seus shows ao vivo.

## Desempenho nas paradas musicais
| Parada musical (1979)          | Melhor posição |
| ------------------------------ | -------------- |
| Irlanda — Irish Charts         | 17             |
| Reino Unido — UK Singles Chart | 14             |